# 章嵩
章嵩（1465年—？），字士瞻，直隸寧國府涇縣人，軍籍，明朝政治人物。

## 生平
弘治八年（1495年）乙卯科應天府鄉試第二十三名舉人。弘治十八年（1505年）中式乙丑科會試第十八名，三甲第二百零五名進士。

## 家族
曾祖章伯陽；祖父章善良；父章仲華，母董氏。具庆下。